# Leon Rotman
Leon Rotman (Bucareste, 22 de julho de 1934) é um ex-canoísta romeno especialista em provas de velocidade.

## Carreira
Foi vencedor da medalha de Ouro em C-1 1000 metros e C-1 10000 metros em Melbourne 1956 e medalha de Bronze em C-1 1000 m em Roma 1960.